# Bandoleros (canción)
"Bandoleros" es una canción del artista de reggaeton puertorriqueño Don Omar en colaboración con Tego Calderón. Lanzado en 2005 como el sencillo principal de su álbum recopilatorio Los Bandoleros.

## Recepción
El sencillo apareció en la banda sonora de la película de 2006 The Fast and the Furious: Tokyo Drift.  Se la ha mencionado como una de las canciones revolucionarias que trajo la difusión del hip hop latino a los Estados Unidos.
La canción apareció más tarde en la película Fast & Furious de 2009, y en la película Fast & Furious 6 de 2013, consolidándose como una de las canciones emblemáticas de la franquicia.
El sencillo ha sido reconocido por Billboard como uno de las 10 mejores colaboraciones del artista.

## Reconocimiento
| Publicación | Lista | Titúlo    |
| ----------- | --- | --------- |
| Billboard   | «14 Greatest Soundtrack Songs From the ‘Fast & Furious’ Franchise: Critic’s Take» (14 Grandes bandas sonoras de la franquicia Rápidos & Furiosos) | Bandolero |

## Antecedentes
"Bandoleros" es una de las canciones que llevó el hip hop latino a los Estados Unidos. La canción tiene tanto a Don Omar como a Tego Calderón hablando sobre el género del reggaetón y cómo se encuentran en este punto de su reputación. Tego Calderón habla sobre su respeto por Tempo, quien estuvo en la cárcel y consiguió muchos haters, y finalmente recuperó el respeto entre otros raperos.
Omar le dijo a Billboard que escribió la canción en 2004 en un momento de su vida en el que estaba recibiendo publicidad negativa. Continuó diciendo que Calderón fue el único músico de su género que estuvo a su lado durante su proceso judicial en Puerto Rico.

## Video musical
El video musical muestra a Don Omar en un auto hablando por su celular, y Tego Calderón rapeando en las calles sobre su reputación.

## Listas
| Lista (2005)                   | Máxima posición |
| ------------------------------ | --------------- |
| Billboard Tropical Songs       | 12              |
| Billboard Latin Songs          | 18              |
| Billboard Latin Rhythm Airplay | 10              |

## Otras versiones
La música de esta canción se usa en "Fiji Gunda" de Pacifik.